# Jeremías James
Jeremías James Griffiths (Trelew, 29 gennaio 2001) è un calciatore argentino, difensore dell'Alvarado in prestito dal San Lorenzo.

## Biografia
Soprannominato El Gales per via delle origini gallesi, all'età di nove anni gli è stata diagnosticata la leucemia, che ha sconfitto dopo otto mesi.

## Caratteristiche tecniche
Gioca come difensore centrale.

## Carriera
James è cresciuto nel settore giovanile del San Lorenzo, ed ha firmato il suo primo contratto professionistico nel gennaio del 2022. Ha debuttato in prima squadra il 22 febbraio nell'incontro di Copa de la Liga Profesional perso 4-3 contro il Defensa y Justicia.
Rimasto inutilizzato nei primi mesi del 2023, il 30 settembre è stato prestato fino a dicembre al Barracas Central.

## Statistiche

### Presenze e reti nei club
Statistiche aggiornate al 2 aprile 2024.
| Stagione        | Squadra          | Campionato      | Campionato | Campionato | Coppe nazionali | Coppe nazionali | Coppe nazionali | Coppe continentali | Coppe continentali | Coppe continentali | Altre coppe | Altre coppe | Altre coppe | Totale | Totale | Totale |
| Stagione        | Squadra          | Comp            | Pres       | Reti       | Comp            | Pres            | Reti            | Comp               | Pres               | Reti               | Comp        | Pres        | Reti        | Pres   | Reti   |        |
| --------------- | ---------------- | --------------- | ---------- | ---------- | --------------- | --------------- | --------------- | ------------------ | ------------------ | ------------------ | ----------- | ----------- | ----------- | ------ | ------ | ------ |
| 2022            | San Lorenzo      | PD              | 7          | 0          | CA+CdL          | 0+3             | 0               |                    | -                  | -                  |             | -           | -           | 10     | 0      |        |
| 2023            | San Lorenzo      | PD              | 0          | 0          | CA+CdL          | 0               | 0               | CS                 | 0                  | 0                  |             | -           | -           | 0      | 0      |        |
| 2023            | Barracas Central | PD              | 0          | 0          | CA+CdL          | 0+2             | 0               |                    | -                  | -                  |             | -           | -           | 2      | 0      |        |
| 2024            | San Lorenzo      | PD              | 0          | 0          | CA+CdL          | 0+1             | 0               |                    | -                  | -                  |             | -           | -           | 1      | 0      |        |
| Totale carriera | Totale carriera  | Totale carriera | 7          | 0          |                 | 6               | 0               |                    | 0                  | 0                  |             | -           | -           | 13     | 0      |        |